# Ophrys soller
Ophrys soller är en orkidéart som beskrevs av M.Henkel. Ophrys soller ingår i ofryssläktet, och familjen orkidéer.
Artens utbredningsområde är Balearerna. Inga underarter finns listade i Catalogue of Life.